# HMS Hecla (1815)
Pour les autres navires du même nom, voir HMS Hecla.

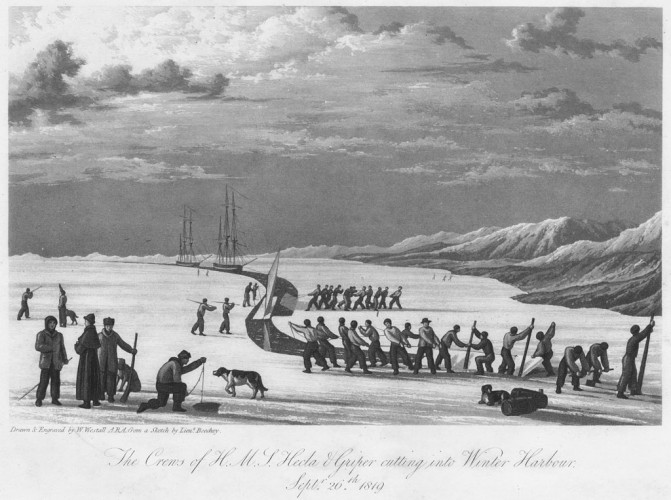
Une gravure d'un journal publié en 1921.

Le HMS Hecla était une bombarde de 372 tonnes de classe Hecla appartenant à la Royal Navy. Lancée le 15 juillet 1815, elle fut en service actif lors d'une attaque contre des barbaresques à Alger en août 1816. Plus tard, elle a été convertie en navire d’exploration pour des missions vers l’Arctique.

## Les expéditions dans l'Arctique

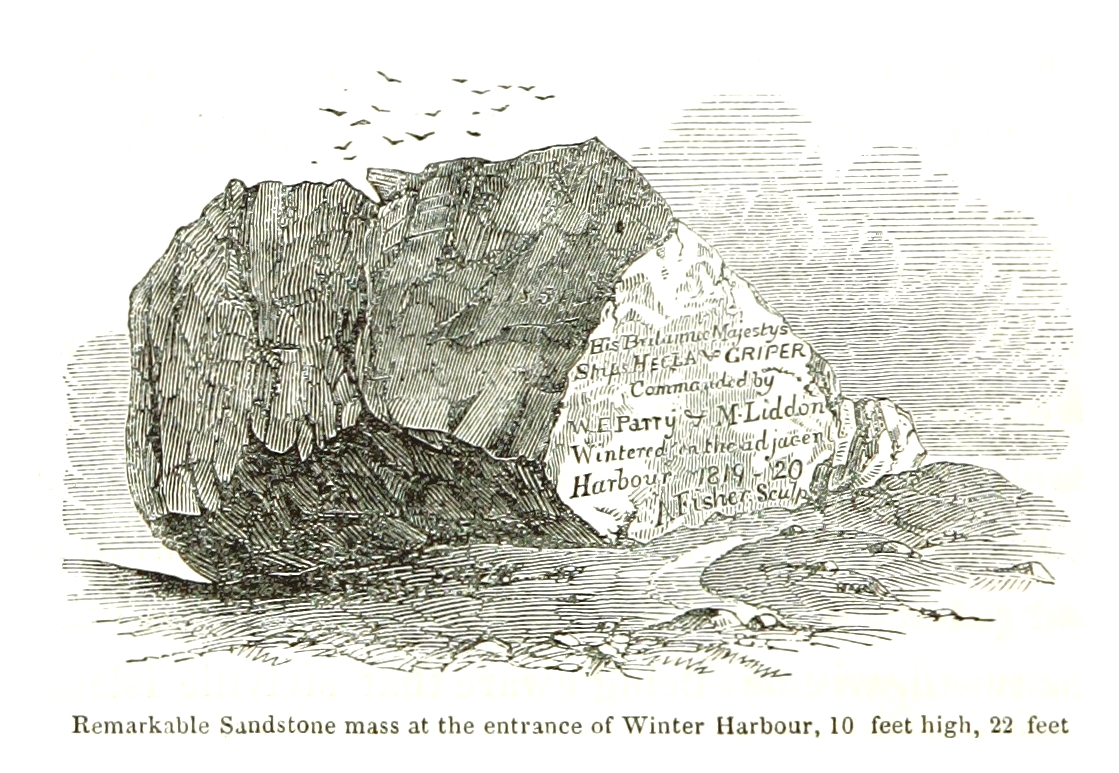
Pierre de grès au port d'hiver à l'île Melville

L’Hecla a effectué trois voyages à destination de l'Arctique à la recherche du passage du Nord-Ouest et a fait une tentative d'atteindre le pôle Nord par la mer. Elle a passé de nombreux hivers bloqués en mer par la glace sans graves dommages.
Sur le premier voyage, l’Hecla a été commandée par William Edward Parry. Avec le brick HMS Griper, elle double la longitude de 112° 51' W en 1819 avant de remonter à l’hiver au large de l’île Melville. Aucun navire ne sera en mesure de voyager aussi loin à l'Ouest en une seule saison jusqu'au brise-glace-pétrolier Manhattan en 1969. La deuxième année, les deux navires atteignent la longitude extrême de 113° 46' W, avant de retourner en Angleterre.
À la deuxième expédition, en 1821-1823, l’Hecla était commandée par George Francis Lyon, tandis que Parry dirigeait l'expédition depuis son sister-ship, le HMS Fury. Le point extrême de ce voyage aura été le détroit entre le bassin de Foxe et le golfe de Boothia. Ce détroit perpétuellement gelé a pris le nom des deux navires : détroit de Fury and Hecla.

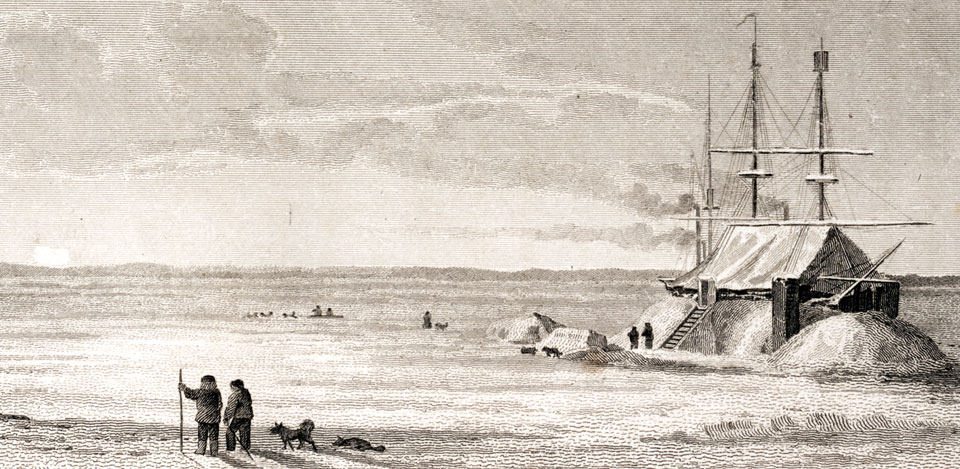
Hivernage de l’Hecla en 1824

La troisième expédition de l’Hecla dans l'Arctique canadien, en 1824-1825, toujours en compagnie du Fury, a été limitée par la puissance des glaces. Le Fury a été gravement endommagé et a dû être abandonné.
En 1827, l’Hecla fut utilisée par Parry pour une tentative d'atteindre le pôle Nord à partir du Spitzberg en bateau. À la suite de ce voyage, l’Hecla a été retiré du service en Arctique et servit sur la côte de l'Afrique de l'Ouest. Il resta en service jusqu'en 1831, date à laquelle il a été vendu.
L’Hecla, à l'instar de nombreuses autres bombardes d'exploration britanniques, a été honoré en nommant un volcan à son nom, dans ce cas-ci, ce fut le Hekla en Islande.